# Улица Руднёвка
Улица Руднёвка — улица в Восточном административном округе города Москвы на территории района Косино-Ухтомский.

## Происхождение названия
Названа в 2004 году по реке Руднёвке, правому притоку реки Пехорки, протекающей параллельно улице.
Согласно данным сайта Грамота.ру, верное написание и произношение названия улицы — «Руднёвка», хотя в обиходе иногда употребляется и название «Ру́дневка».

## Описание
Улица проходит между Салтыковской и Лухмановской. Нумерация домов начинается от Салтыковской улицы.

## Объекты
- Дом № 4 — Диспетчерская служба (ОДС-8) района Косино-Ухтомский; детский театр «Рыжий :)Театр»
- Дом № 6 — Детский сад общеразвивающего вида № 2504
- Дом № 8  — Городская поликлиника. Филиал № 2 ГБУЗ «ГП № 66 ДЗМ»
- Дом № 10 — Школа (центр образования) № 1443
- Дом № 12 — МБУ «Центр „Триумф“»
- Дом № 14 — Диспетчерская служба (ОДС ЦАЖ) района Косино-Ухтомский.
- Дом № 23 — Молодёжный центр «PROдвижение»
- Дом № 26 — Детский сад № 2525
- Дом № 27 — Диспетчерская служба (ОДС-266) района Косино-Ухтомский и Центральная диспетчерская служба (ЦДС) района Косино-Ухтомский
- Дом № 37 — Дворец творчества детей и молодёжи «Восточный»

## Особенности
Между домами № 33 и № 35 по улице Рудневка располагается детская площадка с большим игровым комплексом в виде фрегата и искусственным покрытием, имитирующим газон. Место является традиционным для проведения праздников и общественных событий у жителей микрорайона (в него входят дома от № 33 до № 43). Площадка была создана в 2019 году по итогам голосования жителей на портале «Активный гражданин». Благоустройство двора проводилось в рамках программы создания комфортной городской среды «Мой район».